# Rokomet na Poletnih olimpijskih igrah 1972
Rokomet na Poletnih olimpijskih igrah 1972. Tekmovanja so potekala za moške reprezentance.

## Dobitniki medalj
| Kategorija | Zlato | Srebro | Bron |
| Moški      | JugoslavijaAbaz Arslanagić Petar Fajfrić Hrvoje Horvat Milorad Karalić Đorđe Lavrnić Milan Lazarević Zdravko Miljak Slobodan Mišković Branislav Pokrajac Nebojša Popović Miroslav Pribanić Albin Vidović Zoran Živković Zdenko Zorko | Češkoslovaška Ladislav Beneš František Brůna Vladimír Haber Vladimír Jarý Jiří Kavan Arnošt Klimčík Jaroslav Konečný František Králík Jindřich Krepindl Vincent Lafko Andrej Lukošík Pavel Mikeš Petr Pospíšil Ivan Satrapa Zdeněk Škára Jaroslav Škarvan | Romunija Ştefan Birtalan Adrian Cosma Marin Dan Alexandru Dincă Cristian Gaţu Gheorghe Gruia Roland Gunesch Gabriel Kicsid Ghiţă Licu Cornel Penu Valentin Samungi Simion Schobel Werner Stöckl Constantin Tudosie Radu Voina |

## Medalje po državah
| Poz    | Država        | Zlato | Srebro | Bron | Skupaj |
| 1      | Jugoslavija   | 1     | 0      | 0    | 1      |
| 2      | Češkoslovaška | 0     | 1      | 0    | 1      |
| 3      | Romunija      | 0     | 0      | 0    | 1      |
| Skupaj | Skupaj        | 1     | 1      | 1    | 3      |